# Germanijum nitrid
Germanijum nitrid je hemijsko jedinjenje, koje ima molekulsku masu od 273,947 .

## Osobine
| Osobina                  | Vrednost |
| ------------------------ | -------- |
| Broj akceptora vodonika  | 4        |
| Broj donora vodonika     | 0        |
| Broj rotacionih veza     | 0        |
| Particioni koeficijent ( | 0,4      |
| Rastvorljivost (logS, log(mol/L))       | 2,4      |
| Polarna površina (PSA, Å2)  | 74,6     |

## Literatura
- Holleman A. F.; Wiberg E. (2001). Inorganic Chemistry (1st изд.). San Diego: Academic Press. ISBN 0-12-352651-5.
- Housecroft, C. E.; Sharpe, A. G. (2008). Inorganic Chemistry (3. изд.). Prentice Hall. ISBN 978-0-13-175553-6.